# 1904 en Bretagne
 Chronologie de la Bretagne
- 1900
- 1901
- 1902
- 1903
- 1904
- 1905
- 1906
- 1907
- 1908

Cette page recense des événements qui se sont produits durant l'année 1904 en Bretagne.

## Société

### Naissance
- à Brest : Pierre Laurent, en breton Pier Laorans (décédé le 17 novembre 2002), militant pour la langue bretonne.

## Politique

### Vie politique
- 15 mai : Eugène Brager de La Ville-Moysan, élu sénateur d'Ille-et-Vilaine à l'occasion d'un élection partielle[1].

## Infrastructures

### Constructions
- 11 février : Inauguration du théâtre municipal de Quimper.